# Dendropanax umbellatus
Dendropanax umbellatus là một loài thực vật có hoa trong Họ Cuồng cuồng. Loài này được (Ruiz & Pav.) J.F.Macbr. mô tả khoa học đầu tiên năm 1959.